# Tipula (Sinotipula) staegeriana
Tipula (Sinotipula) staegeriana is een tweevleugelige uit de familie langpootmuggen (Tipulidae). De soort komt voor in het Oriëntaals gebied.